# Ехінодорус

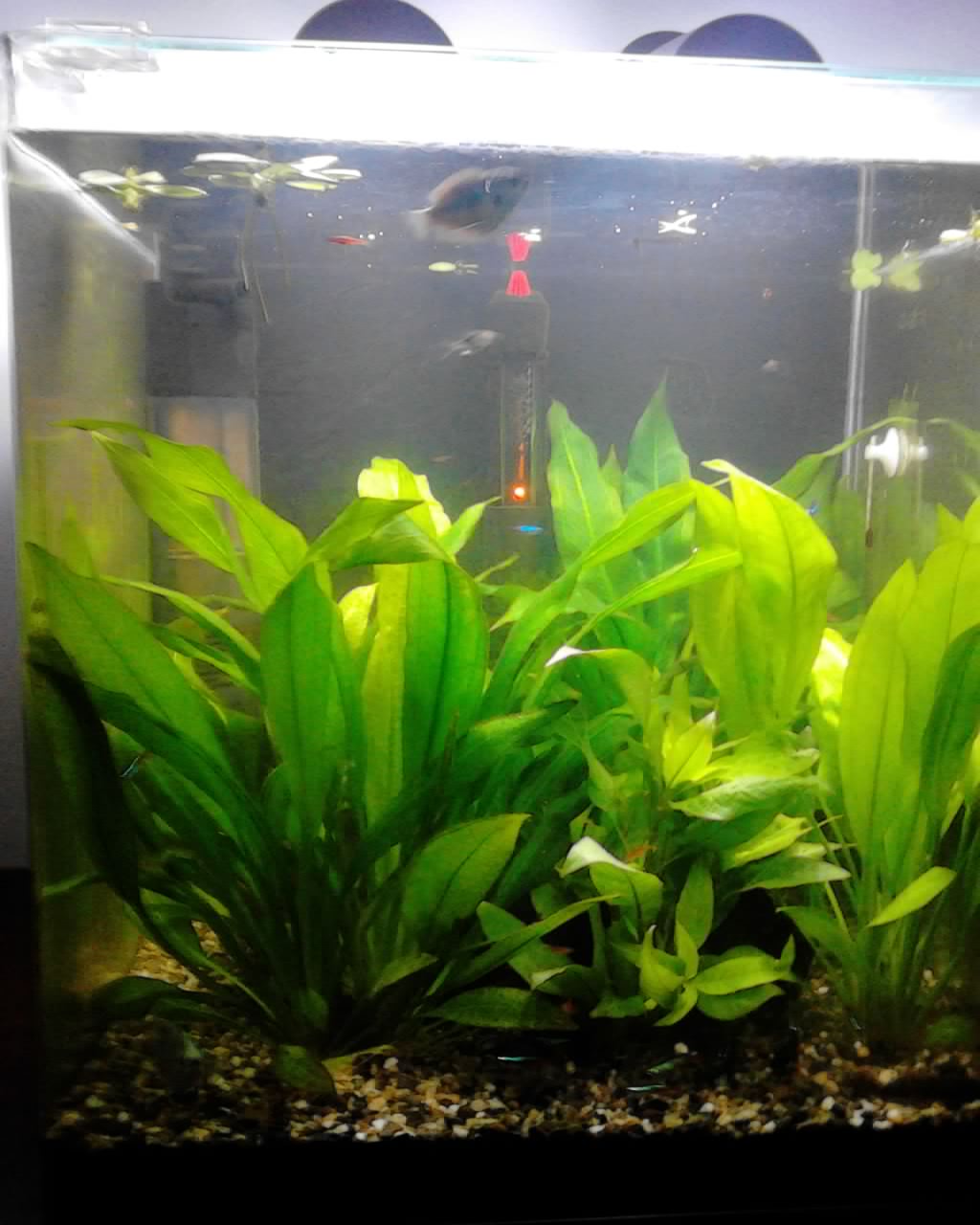
Ехінодорус у акваріумі

Ехінодорус (лат. Echinodorus) — рід тропічних трав'янистих земноводних рослин родини частухові (Alismataceae). Має багато видів, рослини роду та їхні гібриди широко використовуються в акваріумістиці, окремі види здатні постійно рости під водою.

## Опис
Зустрічаються в тропічних та субтропічних районах Америки.

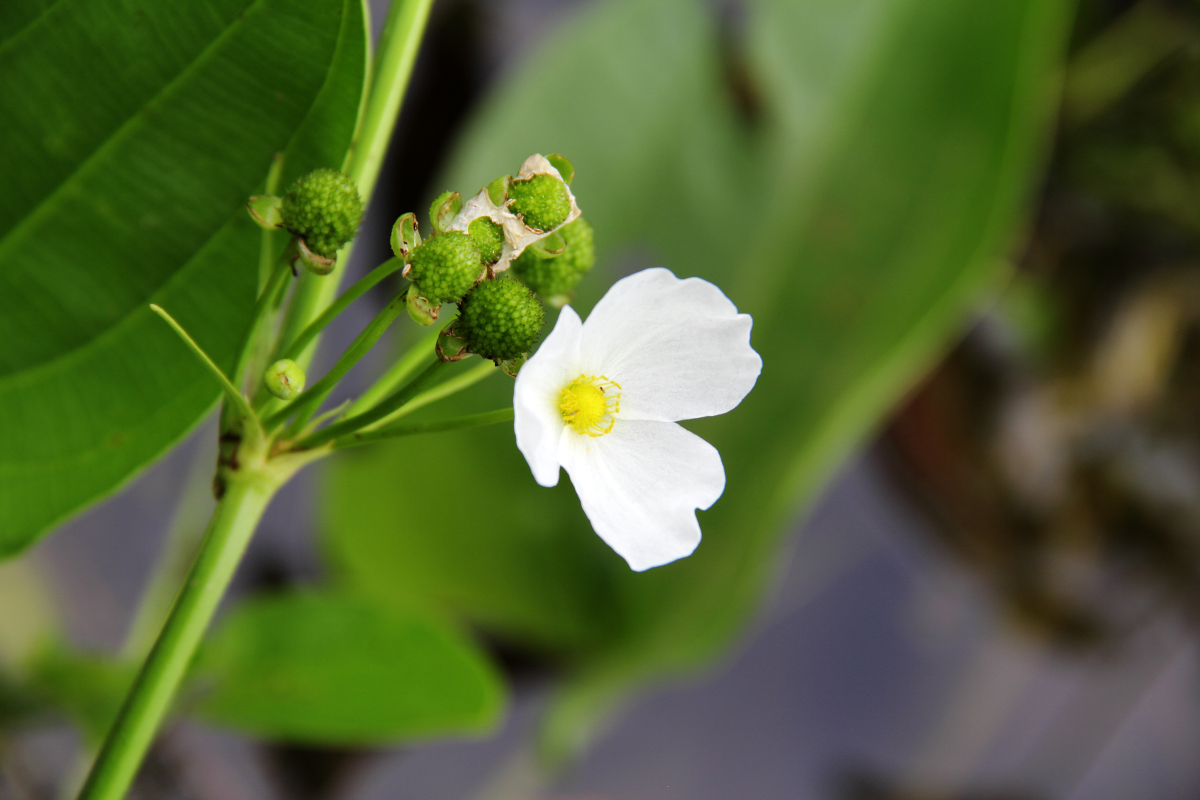
Квітка ехінодоруса

Стебла зазвичай укорочені. Листя сидячі, утворюють розетку. Корні шнуровидні, деякі види мають розвинуті кореневища.
У природних умовах розмножуються насінням та вегетативним способом — з вусів (ехінодорус великий, ехінодорус амазонський та інші), рідко відростками з кореневища (ехінодорус вузьколистний, ехінодорус ніжний та інші).

## В акваріумістиці
Ехінодоруси є популярним об'єктом утримання в прісноводних акваріумах, окремі види мають відмінні декоративні якості: ехінодорус ніжний має вузьке яскраво-зелене відігнуте донизу листя, у висоту сягає до 10 см; ехінодорус великий відзначається значним, до 70 см розміром та має темно-зелене широке листя; ехінодорус крапчатий утворює невеликі, до 20 см у діаметрі кущі з яскравим листям у темну цятку.
Більшість ехінодорусів потребують відносно свіжої води з активною реакцією в межах від 6,8 до 7,2 і твердістю 5—10°.